# Coppa di Grecia 2015-2016 (pallavolo maschile)
La Coppa di Grecia 2015-2016 si è svolta dal 10 febbraio al 27 marzo 2016: al torneo hanno partecipato 16 squadre di club greche e la vittoria finale è andata per la quindicesima all'Olympiakos.

## Regolamento
La competizione si svolge in tre fasi:
- La prima prevede incontri a livello locale tra club amatoriali;
- La seconda prevede cinque turni preliminari, nel corso dei quali scendono in campo anche i club partecipanti all'A2 Ethnikī;
- La terza prevede la partecipazione dei dodici club di Volley League e delle quattro formazioni qualificate dal turno precedente, che giocano ottavi, quarti di finale e final-four, disputando sempre incontri in gara unica.

## Squadre partecipanti
| - Arīs Salonicco - Drapetsōnas - Ethnikos Alexandroupolīs - Foinikas Syro - Īraklīs Salonicco - Kalamata - Kīfisia - Kyzikos Neas Peramou | - Lamia - Nikī Aiginio - Olympiakos - Orestiada - PAOK - Pamvochaïkos - Panachaïkī - Panathīnaïkos |

## Torneo

### Ottavi di finale
| 10 febbraio 2016 ?, ? Durata: ? - Spettatori: ? | Panachaïkī               | 1 - 3 | Olympiakos        | 25-22, 16-25, 19-25, 22-25       |
| 10 febbraio 2016 ?, ? Durata: ? - Spettatori: ? | Kyzikos Neas Peramou     | 1 - 3 | Pamvochaïkos      | 34-32, 19-25, 16-25, 16-25       |
| 10 febbraio 2016 ?, ? Durata: ? - Spettatori: ? | Drapetsōnas              | 1 - 3 | Lamia             | 25-19, 17-25, 26-28, 15-25       |
| 10 febbraio 2016 ?, ? Durata: ? - Spettatori: ? | PAOK                     | 3 - 0 | Arīs Salonicco    | 25-19, 25-19, 25-18              |
| 10 febbraio 2016 ?, ? Durata: ? - Spettatori: ? | Kalamata                 | 0 - 3 | Panathīnaïkos     | 21-25, 14-25, 17-25              |
| 10 febbraio 2016 ?, ? Durata: ? - Spettatori: ? | Nikī Aiginio             | 0 - 3 | Īraklīs Salonicco | 12-25, 13-25, 13-25              |
| 10 febbraio 2016 ?, ? Durata: ? - Spettatori: ? | Ethnikos Alexandroupolīs | 3 - 2 | Orestiada         | 20-25, 25-8, 21-25, 25-22, 15-12 |
| 10 febbraio 2016 ?, ? Durata: ? - Spettatori: ? | Kīfisia                  | 3 - 0 | Foinikas Syro     | 25-20, 27-25, 26-24              |

### Quarti di finale
| 23 febbraio 2016 ?, ? Durata: ? - Spettatori: ? | Pamvochaïkos  | 1 - 3 | PAOK                     | 18-25, 25-22, 23-25, 19-25 |
| 24 febbraio 2016 ?, ? Durata: ? - Spettatori: ? | Panathīnaïkos | 3 - 1 | Īraklīs Salonicco        | 26-24, 21-25, 25-13, 25-22 |
| 24 febbraio 2016 ?, ? Durata: ? - Spettatori: ? | Lamia         | 0 - 3 | Olympiakos               | 17-25, 18-25, 19-25        |
| 24 febbraio 2016 ?, ? Durata: ? - Spettatori: ? | Kīfisia       | 3 - 1 | Ethnikos Alexandroupolīs | 18-25, 25-23, 25-22, 25-18 |

### Final-four

#### Semifinali
| 26 marzo 2016 DAK Glyfadas Makīs Liougkas, Glifada Durata: ? - Spettatori: ? | Olympiakos    | 3 - 2 | PAOK    | 21-25, 22-25, 26-24, 25-18, 15-8  |
| 26 marzo 2016 DAK Glyfadas Makīs Liougkas, Glifada Durata: ? - Spettatori: ? | Panathīnaïkos | 2 - 3 | Kīfisia | 25-19, 22-25, 25-17, 17-25, 13-15 |

#### Finale
| 27 marzo 2016 DAK Glyfadas Makīs Liougkas, Glifada Durata: ? - Spettatori: ? | Olympiakos | 3 - 0 | Kīfisia | 25-19, 25-23, 25-22 |